# Bezzia spicata
Bezzia spicata är en tvåvingeart som beskrevs av Dow och Turner 1976. Bezzia spicata ingår i släktet Bezzia och familjen svidknott.
Artens utbredningsområde är Florida. Inga underarter finns listade i Catalogue of Life.